# Neuropolítica
La neuropolítica es una rama del conocimiento que investiga las implicaciones de las neurociencias en el ámbito de la política. Además de la propia neurociencia y de la ciencia política, implica a una gran variedad de campos de otras ciencias sociales y naturales, como la psicología, la genética conductual, la primatología, la etología y la sociobiología. La investigación neuropolítica toma prestados métodos de la neurociencia cognitiva para investigar cuestiones clásicas como la toma de decisiones políticas, las actitudes políticas e ideológicas, la evaluación de los candidatos y la interacción en las coaliciones políticas. Otras líneas de investigación consideran la perspectiva contraria: el papel de la competición política en el desarrollo evolutivo del cerebro en el ser humano y en otras especies. Otros campos de estudio confluyentes son la genopolítica (el estudio de las bases genéticas del comportamiento y las actitudes políticas), la fisiología política, la neuroeconomía y el neuroderecho (el estudio de los efectos de los hallazgos en las neurociencias sobre las normas legales).

## Historia
Filósofos como Platón y John Locke teorizaron sobre la naturaleza del pensamiento humano, utilizando su teorías como base de su filosofía política. Para Locke, la mente del hombre entra en el mundo como una tabula rasa, y los gobiernos se forman como resultado de las necesidades impuestas por el estado de naturaleza. Aunque Locke tenía formación en medicina, era escéptico acerca del valor de los estudios anatómicos del cerebro, y concluyó que no se podían extraer de su estudio consecuencias útiles para entender facultades mentales.
En 1979, el grupo de Roger Sperry desarrolló y publicó el primer experimento neuropolítico, con pacientes que tenían el cerebro dividido por un daño grave en el cuerpo calloso, lo que trastorna la comunicación entre los hemisferios cerebrales. Los investigadores mostraban separadamente fotos de figuras políticas a cada uno de los ojos de los pacientes (lo que implicaba que las imágenes se transmitían a distintos hemisferios cerebrales) y les solicitaban una evaluación positiva o negativa levantando o bajando el dedo pulgar. Así por ejemplo, dado el contexto de los sujetos (la prueba se realizó antes de estallar el escándalo Watergate), Hitler o Fidel Castro recibían una evaluación negativa, Winston Churchill recibía una evaluación positiva y Richard Nixon recibía una evaluación neutra. Curiosamente, cada hemisferio intentaba comunicar claves sobre la identidad de las figuras al otro hemisferio. El estudio demostró que la aproximación neurológica podía aplicarse al entendimiento de las actitudes políticas.
El primer libro de Frans de Waal (Chimpanzee Politics, 1982, en español La política de los chimpancés: el poder y el sexo entre los animales), sugirió que los cerebros de primates no humanos como los chimpancés le permitió a ellos (chimpancés) llevar a cabo la manipulación estratégica de terceros. Esta "inteligencia política" facilitó la formación de coaliciones y dinámicas políticas con muchas similitudes a las vistas en política humana. Investigaciones más recientes desarrolladas por Robin Dunbar sugirieron una correlación entre el tamaño del neocórtex de un animal y la medida del grupo social que exitosamente podría dirigir. Mientras que la Política de Aristóteles comparó las facultades mentales de humanos con otros animales en un intento de establecer una base para entender las políticas de humanos, el trabajo sistemático de Waal y Dunbar trajo métodos rigurosos para aclarar la relación existente entre el cerebro y política, incluso a través de especies lejanas.

## Neuroimagen
Con el descubrimiento de la imagen por resonancia magnética funcional, la neurociencia adquirió nuevas herramientas que podían emplearse para investigar cuestiones hasta entonces difíciles o imposibles de abordar. Los primeros estudios neuropolíticos la usaron para detectar las diferencias de actividad cerebral entre personas a las que se preguntaban cuestiones políticas. Siguiendo la tradición de trabajo de Philip Converse y John Zaller, se encontró que los políticamente informados tenían elevados niveles de actividad en la red neuronal por defecto mientras que los no informados tenían disminuida la actividad en las mismas áreas del cerebro.
Un estudio subsecuente, del grupo de Drew Westen, confirmó la elevada falta de actividad en la red neuronal por defecto en los políticamente sofisticados, y sugería diferencias entre republicanos y demócratas sobre cómo piensan sobre cuestiones políticas. Westen amplió más tarde las consecuencias de sus hallazgos sobre las campañas políticas en su libro The Political Brain.
El grupo de David Amodio medía potencial relacionado con evento (event-related potential, ERP) para un conjunto de participantes de orientación liberal y conservadora mientras ejecutaban una tarea go/no go, y descubrieron que una tendencia más liberal se asociaba con un mayor conflicto relacionado con la actividad en el cortex del cíngulo anterior. En 2011, el grupo de Ryota Kanai en University College London encontró diferencias en el tamaño de regiones cerebrales específicas que se correspondían con la adscripción liberal o conservadora de los participantes del estudio.

## Política en otras especies
A pesar de los riesgos de antropomorfizar el comportamiento animal, se investiga el comportamiento político de ciertas especies de animales sociales. Además del trabajo de Waals con los chimpancés, hay estudios de dinámica de coaliciones en hienas, delfines, elefantes y otros animales. En la hiena manchada, por ejemplo, las interacciones sociales se caracterizan por una sociedad de fisión-fusión en la que se forman y disuelven grupos sobre una base regular. La gran complejidad de la dinámica política en el caso de esta especie parece requerir un mayor neocortex que el de especies relacionadas que tienen estructuras sociales más simples. Los delfines han demostrado tener alianzas políticas de diferentes niveles que parecen colocar demandas sustanciales en su cognición social. Por otro lado, los elefantes, muestran diversas dinámicas de coalición en los diferentes niveles jerárquicos de su organización social.  Considerar las relaciones entre la neuroanatomía, las funciones mentales y la dinámica política de otras especies puede ayudarnos a comprender la política en humanos y el rol que cumple nuestro cerebro en ellas.